# Єжи Шмайдзінський
Єжи Анджей Шмайдзінський (пол. Jerzy Andrzej Szmajdziński; 9 квітня 1952, Вроцлав, Польща — 10 квітня 2010, Смоленськ, Росія) — польський політичний і державний діяч, віце-маршалок Сейму Республіки Польща. Обіймав посаду міністра оборони Польщі, був кандидатом у президенти Польщі на Президентських виборах у Польщі (2010).

## Біографія
У 1975 році закінчив Вроцлавську економічну академію. 1973 року став членом Польської об'єднаної робітничої партії (ПОРП). З 1986 до 1990 років був членом Центрального комітету. З 1984 року займався в партії питаннями молоді. 1989 року став головою Центрального комітету ПОРП.
Після розпуску ПОРП вступив до партії «Соціал–демократія республіки Польща», що була спадкоємницею ПОРП, й посів місце в Сенаті. З 1999 року був членом «Союзу демократичних лівих сил» (СДЛС). 19 жовтня 2001 року Лешек Міллер призначив його міністром оборони. Зберіг пост міністра оборони за обох урядів Марека Бельки. Після поразки СДЛ на виборах 2005 року був членом виборчого комітету кандидата в президенти Влодзимежа Цимошевича.
На виборах 2007 року знову потрапив до Сейму від виборчого блоку «Лівиця і демократія» по Легницькому округу. З 6 листопада 2007 року був віце-маршалком Сейму. З 1 червня 2008 року був заступником голови «Союзу демократичної лівиці». У грудні 2009 року висунутий кандидатом на президентські вибори 2010 року.
10 квітня загинув у авіакатастрофі разом з президентом Лехом Качинським та іншими членами делегацією, що мала взяти участь у вшануванні пам'яті жертв Катинського розстрілу.